# Tim Matavž
Tim Matavž (Šempeter pri Gorici, 13 januari 1989) is een Sloveens betaald voetballer die doorgaans als aanvaller speelt. Hij tekende in juli 2020 een tweejarig contract bij Al-Wahda dat hem transfervrij overnam van Vitesse. Matavž debuteerde in juni 2010 in het Sloveens voetbalelftal.

## Clubcarrière

### ND Gorica
Matavž, die een neef is van Etien Velikonja, speelde in de jeugd van NK Bilje waar hij gescout werd door ND Gorica. Daarvoor scoorde de aanvaller in het seizoen 2006/2007 elf goals in de SI Mobil Vodafone Liga.

### FC Groningen
Op 31 augustus 2007 tekende Matavž een vijfjarig contract bij FC Groningen die hem voor € 1.112.000,- overnam van ND Gorica. FC Groningen verhuurde hem in de eerste seizoenshelft van het seizoen 2008/2009 aan FC Emmen. In de winterstop keerde Matavž bij terug om te revalideren na een operatie. Aan het einde van het seizoen maakte hij zijn rentree bij Groningen. Hij viel acht keer in en scoorde driemaal, waaronder de winnende goal in de uitwedstrijd tegen FC Volendam. Met 46 doelpunten voor Groningen (inclusief nacompetitie en bekerwedstrijden) kwam Matavž op de veertiende plaats in de eeuwige topscorerslijst van FC Groningen. Matavž speelde honderd wedstrijden voor FC Groningen, maakte hierin 46 doelpunten en kreeg vier gele kaarten.
Op 31 januari 2011 naderden FC Groningen en Napoli een akkoord over een transfer naar de Italiaanse voetbalclub uit Napels die uitkomt in de Serie A. Vanwege het verlopen van de transfer deadline werd er door onderhandeld over een transfer in de zomer. De clubs kwamen uiteindelijk tot een akkoord maar Matavž zag de transfer echter niet meer zitten en zette de onderhandelingen stop.

### PSV
Op 31 augustus 2011 werd op een persconferentie van FC Groningen en in verschillende media bekendgemaakt dat Matavž werd verkocht aan PSV voor een bedrag dat inclusief bonussen op kon lopen tot € 6.000.000,-. Op 18 september maakte Matavž zijn eerste doelpunt voor PSV, thuis tegen Ajax. Hij scoorde na 1 minuut en 45 seconden de 1-0 (uitslag: 2-2); het snelste doelpunt ooit van een PSV'er tegen Ajax.
Matavž maakte op donderdag 29 september 2011 zijn eerste PSV-goal in een Europees toernooi. In het poulesysteem van de UEFA Europa League schoot hij in een met 1-3 gewonnen uitwedstrijd bij Rapid Boekarest in de 92e minuut het laatste doelpunt van de wedstrijd binnen, nadat Dries Mertens hem vrij voor de doelman zette. Hoewel Matavž in zijn eerste twee seizoenen veel wedstrijden speelde voor de Eindhovenaren, was hij zelden een onomstreden kracht. In het seizoen 2012-2013 kreeg Jermaine Lens van trainer Dick Advocaat veelal de voorkeur voor de positie van centrumspits. In het seizoen erna was het, na het vertrek van Lens, Jürgen Locadia, die de voorkeur kreeg boven Matavž, die ontevreden was over zijn reserverol en op een vertrek aanstuurde.
In de winterstop van 2013-2014 kwamen zowel PSV als Matavž zelf tot een akkoord met Rubin Kazan over een overstap naar de Russische club, waar hij de opvolger moest worden van José Salomón Rondón. Met de overgang zou 7,8 miljoen euro gemoeid zijn. Bij de medische keuring, die plaatsvond in Duitsland, constateerde de Russische club echter een knieblessure, waarna zij de transfer afbliezen. PSV stelde dat het aangetoonde letsel littekenweefsel was, van de meniscusoperatie, die Matavž enkele weken eerder had ondergaan en dat er geen sprake was van belemmering voor Matavž' professionele voetbalcarrière. Zowel PSV als Matavž zelf spanden hierop een zaak aan bij de FIFA over de gemiste transferinkomsten en het misgelopen salaris.

### FC Augsburg en verhuurperiodes
In de zomer van 2014 stapte Matavž over naar FC Augsburg voor een transfersom van 4 miljoen euro, die door prestatiebonussen en een doorverkooppercentage verder kon oplopen. Hiermee verdiende PSV de transfersom die voor Matavž werd betaald aan FC Groningen grotendeels terug. Tot een doorbraak bij de Duitse club kwam het niet. Aan het begin van het seizoen 2014-2015 had Matavź een basisplaats, maar hij verloor deze na een enkelblessure. Ook in zijn tweede seizoen wist de Sloveen niet te overtuigen. In de winterstop van 2016 haalde de club Alfreð Finnbogason, die bij Real Sociedad op een zijspoor was beland, als nieuwe spits. Matavž werd verhuurd aan Genoa CFC, waarvoor hij 7 wedstrijden speelde, maar niet tot scoren kwam. Het seizoen erop kwam hij niet meer voor in de plannen van trainer Dirk Schuster en werd hij verhuurd aan 1. FC Nürnberg, op dat moment actief in de 2. Bundesliga. Hier speelde hij 20 wedstrijden waarin hij vijf keer scoorde.

### Vitesse
Matavž tekende in juni 2017 een driejarig contract bij Vitesse, zijn vierde club in Nederland. Op 9 juli 2017 maakte hij in een oefenduel voor de start van de competitie, tegen KV Oostende (1–1), zijn officieuze debuut in het eerste elftal. Op 25 juli maakte Matavž zijn eerste officieuze doelpunten voor Vitesse, in een oefenwedstrijd tegen FC Emmen (2-1, beide doelpunten van Matavž). Als bekerwinnaar mocht Vitesse spelen om de Johan Cruijff Schaal tegen landskampioen Feyenoord op 5 augustus 2017. Het duel eindigde na reguliere speeltijd in 1-1. Vitesse verloor daarna na strafschoppen (4-2), waarbij Vitesse-spelers Matavž en Milot Rashica verzuimden te scoren. Op 14 augustus maakte Matavž zijn eerste officiële doelpunt voor Vitesse in de competitie, tegen NAC Breda (4-1). De spits wist als eerste Vitessenaar ooit de eerste vier competitiewedstrijden te scoren. Daarmee schoot Matavž voormalig Vitesse-speler Pierre van Hooijdonk uit de recordboeken. Op 14 september maakte Matavž zijn eerste officiële Europese doelpunt voor Vitesse, in de groepsfase van de Europa League tegen S.S. Lazio (2-3).
Matavž deelde op 20 januari 2018 een elleboogstoot uit aan tegenstander Denzel Dumfries van sc Heerenveen (1-1). Scheidsrechter Allard Lindhout ontging het incident, maar op basis van tv-beelden werd Matavž voor vier wedstrijden geschorst.. Vitesse ging twee keer in beroep, maar accepteerde de straf ten slotte en gaf Matavž een geldboete. Hij raakte op zondag 30 september 2018 in de zevende speelronde van het seizoen 2018/19 zwaar geblesseerd, uit tegen Feyenoord. Hij brak zijn kuitbeen, wat hem zeker een half jaar aan de kant houdt.

### Al-Wahda FC
In juli 2020 ondertekende hij een tweejarig contract bij Al-Wahda in de Verenigde Arabische Emiraten.

### Bursaspor en Omonia Nicosia
Tussen 2021 en 2023 was Matavž actief voor Bursaspor en Omonia Nicosia.

### HKN Gorica
In januari 2023 tekende Matavž een contract tot 2024 bij HNK Gorica.

## Clubstatistieken
| Seizoen | Club           | Competitie      | Competitie | Competitie | Beker | Beker | Internationaal | Internationaal | Overig | Overig | Totaal | Totaal |
| Seizoen | Club           | Competitie      | Wed.       | Dlp.       | Wed.  | Dlp.  | Wed.           | Dlp.           | Wed.   | Dlp.   | Wed.   | Dlp.   |
| ------- | -------------- | --------------- | ---------- | ---------- | ----- | ----- | -------------- | -------------- | ------ | ------ | ------ | ------ |
| 2006/07 | ND Gorica      | 1. Liga         | 27         | 1          | 1     | 0     | 0              | 0              | 0      | 0      | 28     | 1      |
| 2007/08 | ND Gorica      | 1. Liga         | 3          | 0          | 0     | 0     | 0              | 0              | 0      | 0      | 3      | 0      |
| 2007/08 | FC Groningen   | Eredivisie      | 15         | 0          | 2     | 4     | 0              | 0              | 2      | 1      | 19     | 5      |
| 2008/09 | →FC Emmen      | Eerste divisie  | 15         | 5          | 1     | 0     | 0              | 0              | 0      | 0      | 16     | 5      |
| 2008/09 | FC Groningen   | Eredivisie      | 4          | 2          | 0     | 0     | 0              | 0              | 4      | 1      | 8      | 3      |
| 2009/10 | FC Groningen   | Eredivisie      | 32         | 13         | 3     | 2     | 0              | 0              | 2      | 1      | 37     | 16     |
| 2010/11 | FC Groningen   | Eredivisie      | 29         | 16         | 4     | 2     | 0              | 0              | 2      | 2      | 35     | 20     |
| 2011/12 | PSV            | Eredivisie      | 32         | 14         | 5     | 4     | 9              | 5              | 0      | 0      | 46     | 23     |
| 2012/13 | PSV            | Eredivisie      | 27         | 11         | 4     | 2     | 7              | 7              | 0      | 0      | 38     | 20     |
| 2013/14 | PSV            | Eredivisie      | 15         | 2          | 1     | 0     | 6              | 2              | 0      | 0      | 22     | 4      |
| 2014/15 | FC Augsburg    | Bundesliga      | 16         | 3          | 1     | 0     | 0              | 0              | 0      | 0      | 17     | 3      |
| 2015/16 | FC Augsburg    | Bundesliga      | 11         | 0          | 2     | 0     | 4              | 0              | 0      | 0      | 17     | 0      |
| 2015/16 | →Genoa         | Serie A         | 7          | 0          | 0     | 0     | 0              | 0              | 0      | 0      | 7      | 0      |
| 2016/17 | →FC Nürnberg   | 2. Bundesliga   | 20         | 5          | 1     | 0     | 0              | 0              | 0      | 0      | 21     | 5      |
| 2017/18 | Vitesse        | Eredivisie      | 30         | 14         | 1     | 0     | 5              | 1              | 5      | 2      | 41     | 17     |
| 2018/19 | Vitesse        | Eredivisie      | 14         | 6          | 0     | 0     | 4              | 2              | 4      | 2      | 22     | 11     |
| 2019/20 | Vitesse        | Eredivisie      | 25         | 12         | 2     | 1     | 0              | 0              | 0      | 0      | 27     | 13     |
| 2020/21 | Al-Wahda FC    | UAE Gulf League | 19         | 12         | 1     | 0     | 7              | 1              | 0      | 0      | 27     | 13     |
| 2021/22 | Bursaspor      | TFF 1. Lig      | 16         | 2          | 1     | 0     | 0              | 0              | 0      | 0      | 17     | 2      |
| 2021/22 | Omonia Nicosia | A Divizion      | 2          | 0          | 5     | 0     | 0              | 0              | 4      | 2      | 11     | 2      |
| 2022/23 | Omonia Nicosia | A Divizion      | 4          | 1          | 0     | 0     | 0              | 0              | 1      | 0      | 5      | 1      |
| 2022/23 | HNK Gorica     | SuperSport HNL  | 15         | 0          | 0     | 0     | 0              | 0              | 0      | 0      | 15     | 0      |
| Totaal  | Totaal         | Totaal          | 378        | 119        | 35    | 15    | 42             | 18             | 24     | 11     | 479    | 164    |

## Interlandcarrière
Matavž speelde zeventien keer voor Slovenië –21 en scoorde daarbij zes goals. Toenmalige bondscoach Matjaž Kek van het Sloveens voetbalelftal nam hem mee naar het wereldkampioenschap voetbal 2010. Daar maakte hij zijn eerste speelminuten in het derde en laatste duel van de Sloveense ploeg, tegen Engeland (0-1 verlies). Matavž viel in die wedstrijd in de 79e minuut in voor Andraž Kirm. Hij maakte op 4 juni 2010 in de voorbereiding op het WK zijn interlanddebuut, in een oefeninterland tegen Nieuw-Zeeland.
In de aanloop naar het EK 2012 maakte Matavž in een wedstrijd tegen Faeröer een hattrick. Hij werd daarmee de jongste Sloveen in de geschiedenis die een hattrick maakte voor zijn vaderland. Op 2 september 2011 speelde Matavž tegen Estland zijn tiende interland.
| Datum      | Locatie        | Wedstrijd                        | Goals         | Aantal | Uitslag | Competitie                       |
| ---------- | -------------- | -------------------------------- | ------------- | ------ | ------- | -------------------------------- |
| 04/06/2010 | Maribor        | Slovenië − Nieuw-Zeeland         |               |        | 3 − 1   | Oefeninterland                   |
| 23/06/2010 | Port Elizabeth | Slovenië − Engeland              |               |        | 0 − 1   | Wereldkampioenschap voetbal 2010 |
| 11/08/2010 | Ljubljana      | Slovenië − Australië             |               |        | 2− 0    | Oefeninterland                   |
| 03/09/2010 | Maribor        | Slovenië − Noord-Ierland         |               |        | 0 − 1   | EK-kwalificatie                  |
| 08/10/2010 | Ljubljana      | Slovenië – Faeröer               | 25', 36', 65' | 3      | 5 – 1   | EK-kwalificatie                  |
| 12/10/2010 | Tallinn        | Estland − Slovenië               |               |        | 0 − 1   | EK-kwalificatie                  |
| 17/11/2010 | Koper          | Slovenië − Georgië               |               |        | 1 − 2   | Oefeninterland                   |
| 09/02/2011 | Tirana         | Albanië − Slovenië               |               |        | 1 − 2   | Oefeninterland                   |
| 03/06/2011 | Toftir         | Faeröer – Slovenië               | 29'           | 1      | 0 – 2   | EK-kwalificatie                  |
| 02/09/2011 | Ljubljana      | Slovenië – Estland               | 78'           | 1      | 1 – 2   | EK-kwalificatie                  |
| 11/10/2011 | Maribor        | Slovenië − Servië                |               |        | 1 − 0   | EK-kwalificatie                  |
| 15/11/2011 | Ljubljana      | Slovenië – Verenigde Staten      | 26', 60'      | 2      | 2 – 3   | Oefeninterland                   |
| 26/05/2012 | Kufstein       | Griekenland − Slovenië           |               |        | 1 − 1   | Oefeninterland                   |
| 15/08/2012 | Ljubljana      | Slovenië − Roemenië              |               |        | 4 − 3   | Oefeninterland                   |
| 07/09/2012 | Ljubljana      | Slovenië − Zwitserland           |               |        | 0 − 2   | WK-kwalificatie                  |
| 11/09/2012 | Oslo           | Noorwegen − Slovenië             |               |        | 2 − 1   | WK-kwalificatie                  |
| 12/10/2012 | Maribor        | Slovenië − Cyprus                | 38', 61'      | 2      | 2 − 1   | WK-kwalificatie                  |
| 16/10/2012 | Tirana         | Albanië − Slovenië               |               |        | 1 − 0   | WK-kwalificatie                  |
| 14/11/2012 | Skopje         | Noord-Macedonië − Slovenië       |               |        | 3 − 2   | Oefeninterland                   |
| 06/02/2013 | Ljubljana      | Slovenië − Bosnië en Herzegovina |               |        | 0 − 3   | Oefeninterland                   |
| 22/03/2013 | Ljubljana      | Slovenië − IJsland               |               |        | 1 − 2   | WK-kwalificatie                  |
| 31/05/2013 | Bielefeld      | Turkije − Slovenië               | 65'           | 1      | 0 − 2   | Oefeninterland                   |
| 07/06/2013 | Reykjavík      | IJsland − Slovenië               |               |        | 2 − 4   | WK-kwalificatie                  |
| 14/08/2013 | Turku          | Finland − Slovenië               |               |        | 2 − 0   | Oefeninterland                   |
| 06/09/2013 | Ljubljana      | Slovenië − Albanië               |               |        | 1 − 0   | WK-kwalificatie                  |
| 10/09/2013 | Nicosia        | Cyprus − Slovenië                |               |        | 0 − 2   | WK-kwalificatie                  |
| 15/10/2013 | Bern           | Zwitserland − Slovenië           |               |        | 1 − 0   | WK-kwalificatie                  |
| 05/03/2014 | Baraki         | Algerije − Slovenië              |               |        | 2 − 0   | Oefeninterland                   |
| 30/03/2015 | Doha           | Qatar − Slovenië                 |               |        | 1 − 0   | Oefeninterland                   |
| 09/10/2015 | Ljubljana      | Slovenië − Litouwen              |               |        | 1 − 1   | EK-kwalificatie                  |
| 12/10/2015 | San Marino     | San Marino − Slovenië            |               |        | 0 − 2   | EK-kwalificatie                  |
| 01/09/2017 | Bratislava     | Slowakije − Slovenië             |               |        | 1 − 0   | WK-kwalificatie                  |
| 04/09/2017 | Ljubljana      | Slovenië − Litouwen              |               |        | 4 − 0   | WK-kwalificatie                  |
| 05/10/2017 | Londen         | Engeland − Slovenië              |               |        | 1 − 0   | WK-kwalificatie                  |
| 08/10/2017 | Ljubljana      | Slovenië − Schotland             |               |        | 2 − 2   | WK-kwalificatie                  |
| 02/06/2018 | Podgorica      | Montenegro − Slovenië            |               |        | 0 − 2   | Oefeninterland                   |
| 06/09/2018 | Ljubljana      | Slovenië − Bulgarije             |               |        | 1 − 2   | UEFA Nations League              |
| 19/11/2019 | Warschau       | Polen − Slovenië                 | 14'           | 1      | 3 − 2   | EK-kwalificatie                  |
| 11/11/2020 | Ljubljana      | Slovenië − Azerbeidzjan          |               |        | 0 − 0   | Oefeninterland                   |

## Erelijst
| KNVB beker           | 1x | 2011/12 |
| Johan Cruijff Schaal | 1x | 2012    |